# Heminothrus sibiricus
Heminothrus sibiricus är en kvalsterart som först beskrevs av Sitnikova 1975.  Heminothrus sibiricus ingår i släktet Heminothrus och familjen Camisiidae. Inga underarter finns listade i Catalogue of Life.